# ريد (يافع)
ريد هي إحدى قرى عزلة لبعوس بمديرية يافع التابعة لمحافظة لحج، بلغ تعداد سكانها 406 نسمة حسب تعداد اليمن لعام 2004.